# Todor Veselinović
Todor Veselinović, född 22 oktober 1930 i Novi Sad, död 17 maj 2017 i Aten, var en jugoslavisk fotbollsspelare.
Han blev olympisk silvermedaljör i fotboll vid sommarspelen 1956 i Melbourne.